# سامي مور
سامي مور (بالإنجليزية: Sammy Moore)‏ (7 سبتمبر 1987 في المملكة المتحدة - ) هو لاعب كرة قدم بريطاني في مركز الوسط. لعب مع إيبسويتش تاون وستيفيناغ بوروه ونادي برينتفورد ونادي ليتون أورينت ونادي دوفر أتليتيك وإيه أف سي ويمبلدون.

## وصلات خارجية
- سامي مور على موقع قاعدة بيانات كرة القدم.إي يو (الإنجليزية)
- سامي مور على موقع Soccerbase.com (لاعب) (الإنجليزية)
- سامي مور على موقع Soccerway.com (الإنجليزية)